# 葉道淵
葉道淵（1893年—1969年2月4日），字貽哲。福建安溪人。民國37年（1948年）在福建省第三選區當選第一屆立法委員。

## 生平[1][2]
- 早年畢業於北京農業大學，後留學德國獲林學博士學位。回國後應集美學校董事會之邀，出任集美高級農林學校校長。曾先後任國立中央大學、北平大學、浙江大學、廣西大學、中山大學等校林學系教授、系主任
- 廣西省政府農林顧問
- 江西省政府公路植樹委員會
- 安溪縣私立藍溪初級中學董事會董事長
- 民國31年，出任福建省政府農林顧問兼農林公司總經理
- 民國34年，當選為國民參政員
- 民國37年，當選立法委員，曾出席第一屆立法院第一會期
- 民國38年初攜眷赴香港。不久，赴新加坡定居
- 1969年2月4日，歿於新加坡[3]